# Keilberg (Offenhausen)
Der Keilberg ist ein Berg bei Offenhausen im mittelfränkischen Landkreis Nürnberger Land in Bayern.

## Lage
Der 547,2 m ü. NHN hohe Berg ist Teil der Fränkischen Alb. Er befindet sich etwa 900 Meter südwestlich von Offenhausen und bildet den östlichen Rand einer Albhochfläche.

## Beschreibung
Der felsige Bergsporn ist als Naturdenkmal ausgewiesen. Der Gipfelbereich war Standort des abgängigen gleichnamigen Burgstalls Keilberg. Heute befindet sich dort der Turm der abgängigen Kapellenruine St. Ottmar und St. Ottilien. Jährlich im Juli wird dort eine Kirchweih gefeiert. Etwa 100 Meter südlich befindet sich ein Funkmast eines Mobilfunkbetreibers.
Am Nordhang (49° 26′ 33,54″ N, 11° 24′ 23,58″ O) befindet sich die in Stein gefasste Quelle Keilbergbrunnen.
Der Keilberg ist Bestandteil des 166,84 km² umfassenden Landschaftsschutzgebiets Südlicher Jura mit Moritzberg und Umgebung (CDDA-Nr. 396095; 2001 ausgewiesen).
Der Gipfelbereich wurde vom Bayerischen Landesamt für Denkmalpflege (BLfD) als Bodendenkmal Mittelalterlicher Burgstall (D-5-6534-0107) und Kapelle St. Ottmar und St. Ottilien (D-5-6534-0196) ausgewiesen.
Vom östlich gelegenen Hammerbachtal ziehen sich einige tief in den Dogger eingekerbte Hohlwege hinauf zum Gipfel. Die Fernwanderwege Frankenalb-Panoramaweg () und „Gottfried-Stammler-Weg“ () führen über den Keilberg.